# 反出生主義
反出生主義（はんしゅっしょうしゅぎ、はんしゅっせいしゅぎ）またはアンチナタリズム（英: antinatalism）は、生殖を非倫理的と位置づける見解である。この種の考え方は、古今東西の哲学・宗教・文学において綿々と説かれてきた。とりわけ、アルトゥル・ショーペンハウアー、エミール・シオラン、デイヴィッド・ベネターが反出生主義者として知られる。

## 概要

### 種類・名称
ひとくちに「反出生主義」と言っても複数の種類があり、1. 誕生否定すなわち「人間が生まれてきたことを否定する思想」と、2. 出産否定すなわち「人間を新たに生み出すことを否定する思想」の2種類に大別できる。出産否定は生殖否定、反生殖主義、無生殖主義 (英: anti-procreationism) とも呼ばれる。
反出生主義（特に誕生否定）は、古今東西の哲学・宗教・文学において綿々と説かれてきた。ただし、それらをまとめて「反出生主義」と呼ぶようになったのは21世紀の哲学においてである。
21世紀の哲学者デイヴィッド・ベネターは、誕生は生まれてくる人にとって常に害であるとし、人類は生殖をやめて段階的に絶滅するべきだと主張した。このベネターの主張は、誕生害悪論とも呼ばれる。
英語の「antinatalism」という語は、元々は哲学用語でなく人口政策用語だったが、これを最初に哲学用語として使用したのがベネターとされる。2010年頃から、ベネターの影響によりRedditなど英語圏のネットコミュニティで反出生主義運動が活発化した。

### 日本における「反出生主義」
日本語の「反出生主義」は、英語の「antinatalism」に対する訳語である。森岡正博によれば、この訳語の初出は2011年のウィキペディア日本語版である。具体的には、2011年にウィキペディアンの一人が 「デイヴィッド・ベネター」の記事を作成し、そこで「反出生主義」の訳語を与えた。2014年には別のウィキペディアンが「反出生主義」の記事を作成した。ベネターの思想自体は、2000年代に加藤秀一がロングフルライフ訴訟との関連で日本に紹介し、他の学者も言及していたが、学者で最初に「反出生主義」と呼んだのは2013年の森岡とされる。
2017年には、ベネターの著書の日本語訳が刊行されるとともに、日本のネットコミュニティでも「アンチナタリズム」と呼ぶ形で運動が波及し始めた。2019年には、雑誌『現代思想』で反出生主義の特集が組まれ、「反出生主義」の語を掲げた最初の書籍となった。2020年には森岡が反出生主義をテーマにした単著を刊行、2021年から大手新聞などでも反出生主義が取り上げられるようになった。
本来の反出生主義は「出産否定」に力点を置く思想だったが、日本では「誕生否定」に力点を置く思想として広まってしまった、という見解もある。
「反出生主義」の読み方は「はんしゅっしょうしゅぎ」と「はんしゅっせいしゅぎ」の二通りがあり、学者間でも統一されていない。

## 哲学・倫理学

### ショーペンハウアー

アルトゥル・ショーペンハウアー（1788年 – 1860年）

アルトゥル・ショーペンハウアーは、人生は苦しみの方が多いと主張し、最も合理的な立場は子供を地球に生みださないことだと主張する。ショーペンハウアーの哲学では、世界は生きる意志によって支配されている。盲目的で不合理な力、常に現れる本能的欲望が、それ自身によって懸命に生み出される。しかし、その性質ゆえに決して満たされないことが苦しみの原因である。存在は苦しみで満たされている。世界には喜びより苦しみの方が多い。数千人の幸福と喜びは、一人の人間の苦痛を補うことまではできない。そして全体的に考えると生命は生まれない方がより良いだろう。倫理的な行動の本質は、同情と禁欲によって自分の欲望を克服することからなる生きる意志の否定である。一度我々が生きる意志を否定したなら、この地球上に人間を生み出すのは、余計で、無意味で、道徳的に疑問のある行為である。

### ザプフェ

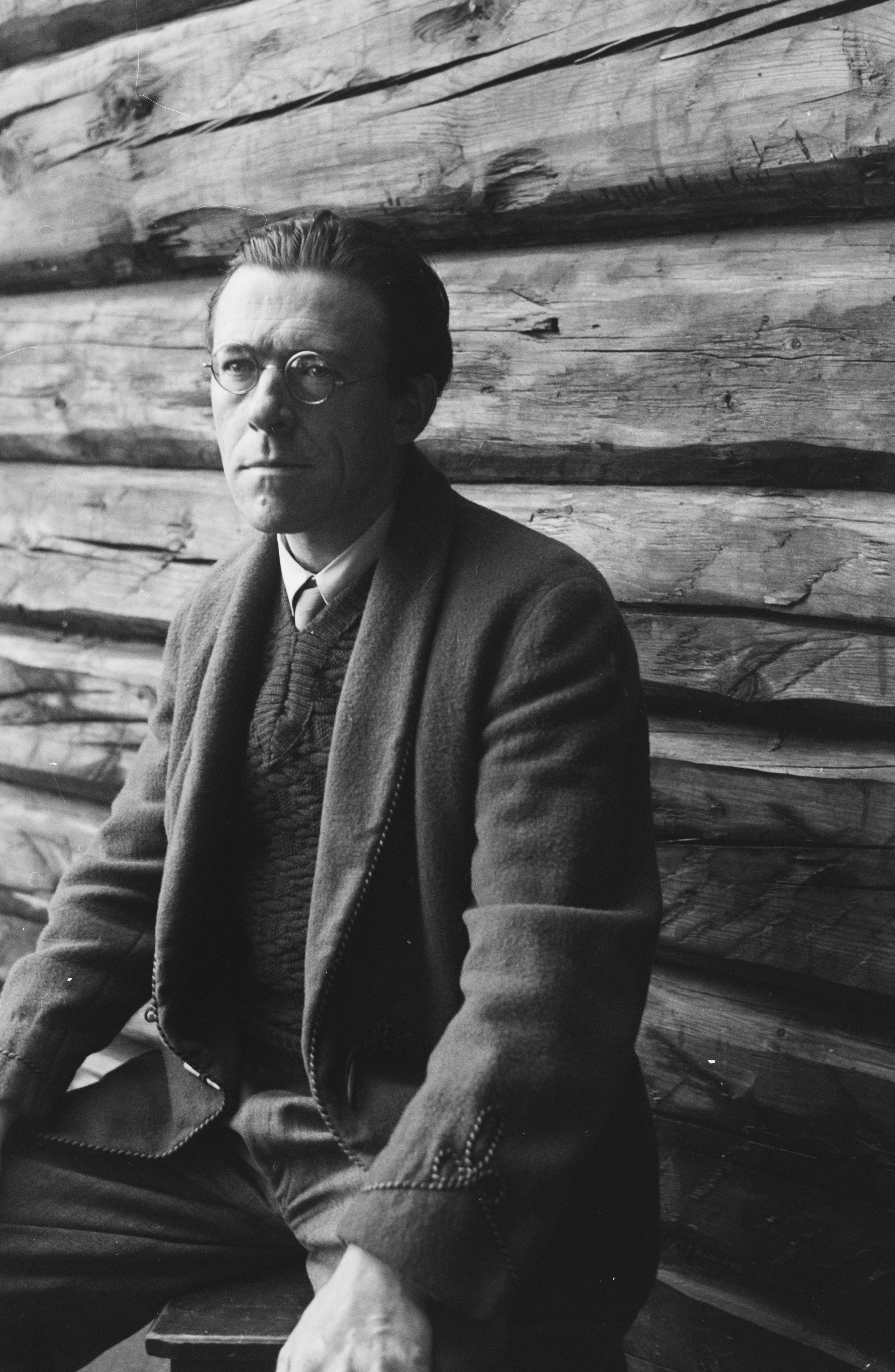
ザプフェ（1899年 - 1990年）

ノルウェーの哲学者ピーター・ウェッセル・ザプフェは、子供は親・出生地・時代を選ぶ術がない点から、子供が同意なしに世界に生み出されることにも留意している。
ザプフェの哲学では、人間は生物学的な逆理である。意識が過剰に発達してしまったため他の動物のように正常に機能しなくなっている。知覚は我々が抱えられる以上に与えられている。我々はもっと生きたいと望むように進化したが、人間は死が運命づけられていることを認識できる唯一の種である。我々は幅広く過去から未来を予測することが可能だ。我々は正義と、世界の出来事に意味があることを期待する。これが意識を持った個体の人生が悲劇であることを保証している。我々は満足させることができない欲望と精神的な要求を持っている。人類がまだ存続しているのはこの現実の前に思考停止しているからに他ならないとしている。ザブフェは、人間はこの自己欺瞞をやめ、その帰結として出産を止めることによって存続を終わらせる必要があるとした。

### ベネター

#### 快苦の非対称性
デイヴィッド・ベネターは、善と悪（例えば快と苦痛）の価値は非対称の関係にあると主張する。
- 苦痛の存在は悪い。
- 快の存在は善い。
- 苦痛の不在は、それを享受する者が存在しない場合でも善い[注 2]。
- 快の不在は、この不在が剥奪にあたる者が存在しない限り悪くない[注 3][注 4]。

| シナリオA（Xが存在する） | シナリオB（Xが存在しない） |
| ------------------------ | -------------------------- |
| 1. 苦痛の存在（悪い）    | 3. 苦痛の不在（善い）      |
| 2. 快の存在（善い）      |                            |

存在は善い経験と悪い経験（快と苦痛）の両方を含むが、不存在は快も苦痛も含まない。ベネターは、苦痛の不在は善で、快の不在は悪くないから、倫理的判断としては生殖を控える選択に分があるという。
ベネターは、前述した非対称性を、ベネターが説得力があると考える以下の4つの別の非対称性を用いて説明する。
- 生殖義務の非対称性: 我々には不幸な人をつくらない倫理的義務があるが、幸せな人をつくる倫理的義務はない。我々が不幸な人をつくらない義務があると考える理由は、不幸な人をつくることにより生じる苦しみが（この苦しみを受ける人にとって）悪く、この苦しみの不在は、その不在を享受する人が存在しない場合でも善いからだ。一方、我々が幸せな人をつくる義務がないと考える理由は、幸せな人が享受する快がその人にとって善いとしても、その人が生まれてこなかった場合に生じていたその快の不在は、その快を剥奪される人が存在しないため、悪くないからだ。
- 期待される益の非対称性: 生まれてくる子供の利益を理由にその子供をつくるという選択をするのは奇妙であるが、生まれてくる子供の利益を理由にその子供をつくらないという選択をするのは奇妙ではない。その子供が幸せになることが予想されるということは、その子供をつくる倫理的に重要な理由にはならない。一方、その子供が不幸になることが予想されるということは、その子供をつくらない倫理的に重要な理由になる。もし快の不在が、その不在を経験する者がいない場合でも悪いとすると、我々にはできるだけ多くの子供をつくる倫理的に重要な理由があるということになる。また、もし苦痛の不在が、その不在を享受する者がいない場合でも善いわけではないとすると、我々は子供をつくらないことへの倫理的に重要な理由全般を持たないということになる。
- 回顧的な益についての非対称性: その人の存在が我々の選択によるものであった人に対して、ある日その人を生んでしまったことを後悔するかもしれない。なぜなら、その人は不幸になるかもしれず、その苦痛は悪いからだ。一方、その人の不存在が我々の選択によるものであった人に対して、その人を生まなかったことを後悔することはありえない。その人が存在しない以上、この幸福の不在が剥奪にあたる人が存在しないからだ。
- 遠く離れた苦しみと幸せな人々の不在の非対称性: 我々がどこかで生まれてきた人が苦しんでいるという事実に悲しくなることはあるが、幸福な人が暮らしている場所で誰かが生まれてこなかったという事実に悲しくなることはない。どこかである人が生まれてきて苦しんでいるという事実を知ったとき、我々は同情する。つまり、ある無人島で人が生まれて来ず、苦しむことがなかったというのは善いことである。これは、苦痛の不在は、その不在を享受している人がいなくても善いからだ。一方、どこかの無人島や惑星で人が生まれて来ず、幸せにならなかったという事実に悲しくなることはない。これは、快の不在は、その不在が剥奪にあたる人が存在しない限り悪くないからだ。

### ヴェターとナーベソン

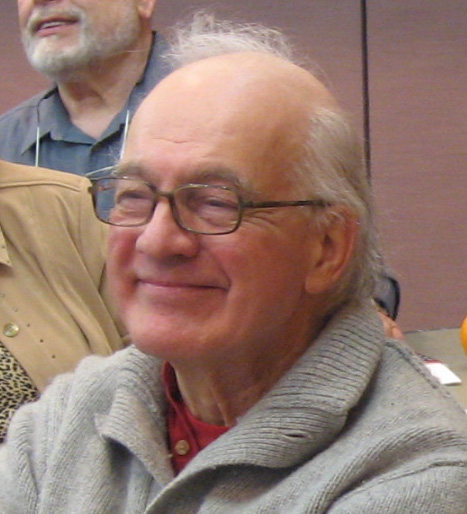
ナーベソン（1936年 - ）

現代倫理学の負の功利主義 では、幸福を最大限までに高めるよりも苦痛を最小限に抑えることの方がより倫理的に重要であるとされる。
ヘルマン・ヴェターが賛同したヤン・ナーベソンの非対称仮説はこう主張する:
1. 仮に子が生涯にわたって著しく幸福であることが保証されていても、その子供を出生させるべき倫理的責任は存在しない
2. もし子が不幸になりうることを予想できるのであればその子供を出生させるべきではない倫理的責任が存在する

しかし、ヴェターはナーベソンのこの結論に賛同しなかった:
1. 一般的には、子が不幸を経験すること、また、他者に不利益をもたらすことが予想されないのであれば、子供を出生させる、もしくはさせない義務は生じない

代わりに、彼はこの決定理論的テーブルを提示した:
|                  | 子が幸福になる       | 子が不幸になる         |
| ---------------- | -------------------- | ---------------------- |
| 子を出生させる   | 倫理的責任は生じない | 倫理的責任は不履行     |
| 子を出生させない | 倫理的責任は生じない | 倫理的責任は履行される |

そして、子供は生むべきではないと結論付けた:
”子を出生させない”ことが、同程度、もしくはより良い結果をもたらすため、”子を出生させる”ことよりも優位にあると考えられる。そのため子が不幸になる可能性を排除できない限り――これは不可能であるが――、前者はより好まれる。そのため、我々は(3)の代わりに、より踏み込んだ(3')――どのような場合でも、子供を産まないことが倫理的に好まれる――を結論とする。

### その他
カリム・アケルマは、人生の中で起きうる最良のことは最悪なこと――激痛、怪我、病気、死による苦しみ――を相殺せず、出生を控えるべきであると主張している。

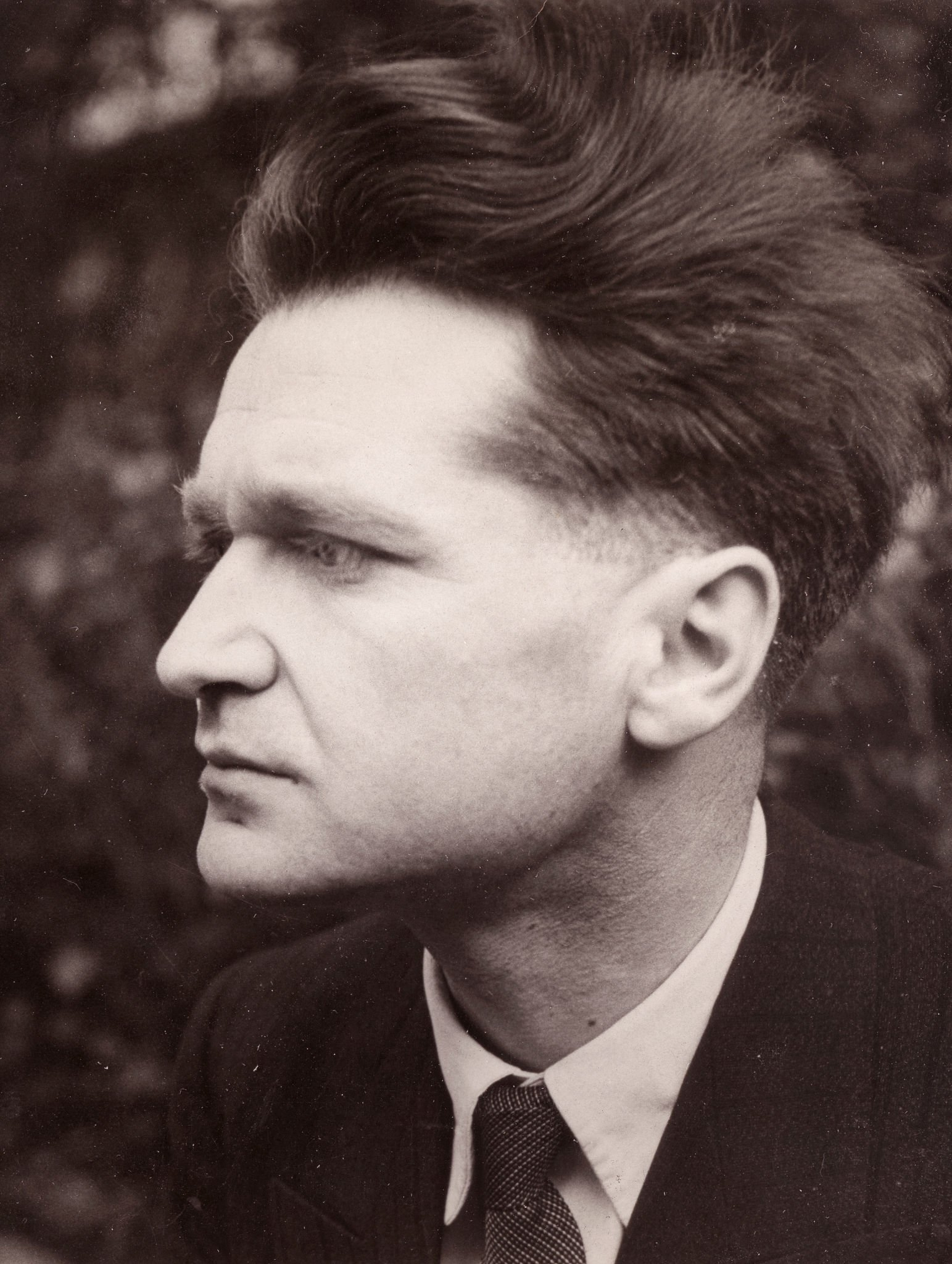
シオラン（1911年 - 1995年）

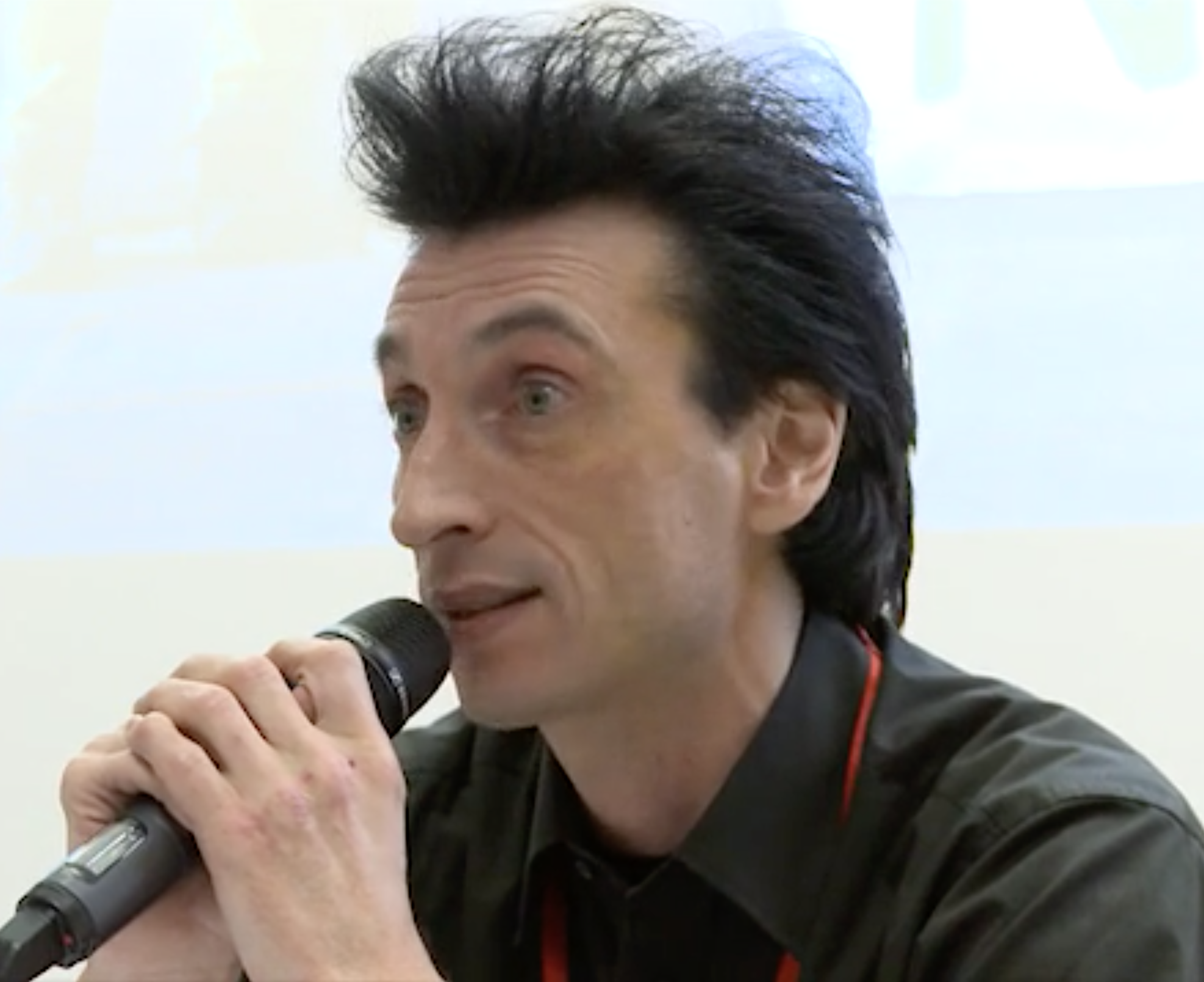
ジロー（1968年 - ）

ブルーノ・コンテスタビーレ (Bruno Contestabile) は、アーシュラ・K・ル＝グウィンのSF小説『オメラスから歩み去る人々』を例として挙げている。この短編では、隔離され、虐げられ、救うことができない一人の子供の苦しみにより、住民の繁栄と都市の存続がもたらされるユートピア都市オメラスが描かれている。大半の住民はこの状態を認めて暮らしているが、この状態を良しとしない者もおり、彼らはこの都市に住むことを嫌って"オメラスから歩み去る"。コンテスタビーレはこの短編と現実世界を対比する: オメラスの存続のためには、その子供は虐げられなければいけない。同様に、社会の存続にも、虐げられる者は常に存在するという事実が付随する。コンテスタビーレは、反出生主義者は、そのような社会を受け入れず、関与することを拒む"オメラスから歩み去る人々"と同一視できると述べた。また、「万人の幸福はただ一人の甚大な苦しみを相殺できうるのか」という疑問を投げかけた。
哲学者のフリオ・カブレラは、出産は人間を危険で痛みに満ちた場所に送り込む行為だと述べている。生まれた瞬間から死に至るプロセスが開始されるとし、カブレラは出産において我々は生まれてくる子供の同意を得ておらず、子供は痛みと死を避けるために生まれてくることを望んでいないかも知れないと主張している。同意の欠如については、哲学者のジェラルド・ハリソン (Gerald Harrison)とジュリア・タナー (Julia Tanner) も同様のことを書いている。彼らは生まれてくる本人の同意なしに出産をつうじて他人の人生に影響を与える道徳的な権利を我々は持っていないと主張している。
哲学者のテオフィル・ド・ジローは、世界中に何百万人もの孤児がいることに触れ、道徳的な問題を抱えた出産を行うよりも、愛情と保護を必要としている子供らを養子にする方が良いだろうと述べた。

### 実現への自然科学的課題
進化が、苦痛を感じる人類的な生物(の再出現)をもたらし得るため、まず反出生主義実現のためには人類を消すと同時に、人類以外の生物の進化を全面的に制御する必要がある。生物とその苦痛感覚は物質から、物質と宇宙は「無」から生成する可能性がある。科学哲学的には、常に反出生主義を敗北させようとする敵はこれらだ。
生物系(生物システム)→物質から生成して感覚生成へと進化する可能性あり
物質系(物質システム)→無から生成して生物生成へと進化(化学進化)する可能性あり
宇宙→無から生成して進化(宇宙進化)する可能性あり
要するに「反出生主義の真の敵」は「生成」であると考えられる。
デイヴィッド・ベネターの推奨するような反出生主義的な世界や宇宙の実現可能性を考えるには、生物の性質が重要だ。反出生主義を実現するには、苦痛を感じ得る全生物を消す必要がある。よって一見すると、人類を含む地球上の全動物(魚類含む)を苦痛無しで絶滅させれば良いかのように思われる。
しかし残された虫、水生生物、植物などが苦痛を感じ得る生物へ進化する可能性がある。よって人類は人類絶滅の前に、地球上の生物進化をコントロールするシステムを作る必要があるだろう。それは地球の全てにセンサーを張りめぐらせた全自動システムだ。もしある生物が進化して苦痛(痛覚)を得そうになると全自動システムがそれを感知しすぐにその生物を不妊化する上にシステム自身も自分が苦痛(痛覚)獲得へと進化しないように自己制御している。
ともあれ人類的な存在(の再出現)をもたらす進化を防がねばならないのであり、端的に言えば「反出生主義は生物進化との果てしない戦いを宿命づけられている」。
しかし地球上で反出生主義が一旦成功した場合でさえ、宇宙上で生物進化に勝つ必要は残る。もし地球全体を破壊(爆破)してもあらゆる物質が消えるわけではなく、物質から生物が発生(化学進化)して生物進化により苦痛(痛覚)が生じる可能性を消すことはできない。
ならばメフィストが語った反出生主義的願いのように「そもそも何も存在しなければよかったのに」。しかし「無」から宇宙が自動生成する可能性があるためそもそもこういった願いが成立する保証はない。
よって反出生主義がハンマーのごとく宇宙や生物をいくら粉砕しても、宇宙や生物が不死身のように無からいくらでも再生成してくる可能性がある。「反出生主義と生物進化」なるテーマは従来ほとんど語られなかったがこのように重要性がある。

## 心理学
データ解析の論文により、反出生主義はダークトライアド的パーソナリティ特性の中の精神病質やマキャヴェリズムと関連性が高く、そしてうつ病がその関連性を高めていることが示されている。
反出生主義との関連性において精神病質はr = .621、権謀術数主義はr = .490と、有意に高い相関を示した。媒介分析を行ったところ、うつ病はその相関の数値を有意に高めていた。また、反出生主義と抑うつについては「抑うつ現実主義的な議論」（“depressive realist argumentation”）を過信すべきでないと述べている。

## 宗教

### グノーシス主義
グノーシス主義の主張が反出生主義の文脈から参照される場合がある。マニ教、ボゴミル派とカタリ派は生命とは魂(精神)が物質である肉体に「囚われた」状態であると解釈し、出生を否定的にとらえていた。
2世紀の初期キリスト教の神学者ユリウス・カッシアヌス (Julius Cassianus)と禁欲主義者たち（エンクラディス派）は、誕生が死の原因であるとし、 死を克服するため、我々は出産をやめるべきとした。

### 仏教
日本の仏教は鎌倉仏教運動以降末法無戒・肉食妻帯が一般化したため認識されにくいが、仏教はもともと非常に禁欲的な思想を持っていた。
仏教の開祖ブッダ（ゴータマ・シッダールタ）は出家前に子供（ラーフラ）をもっていたが、原始仏典のスッタニパータでは「子を持つなかれ」等と説いた。
20世紀インドの著述家ハリ・シン・グールは著作『The Spirit of Buddhism』の中で、とりわけ四諦とパーリ律の始まりを考慮し、以下のように述べた。

## 反出生主義が描写される作品

### 文学
以下の作品は、反出生主義と結び付けて語られることがある。
- テオグニス[5]、ソポクレス[5]、『コヘレトの言葉』[66]など、「生まれて来ないのが最善である」と説く古代の格言。
- ニーチェ『悲劇の誕生』（1872年） - 賢者シレノスが「生まれて来ないのが最善である」と説く[67]（シレノスの知恵）。
- 芥川龍之介『河童』（1927年） - 河童の世界に迷い込んだ男を描く。河童の世界では出産前に母親の胎内にいる子供に父親が産まれたいかどうかを尋ね、産まれたくないと回答があった場合はその場で胎内に液体を注ぎ消滅させてしまう。人間の行う産児制限は「両親の都合ばかり考へてゐる」「手前勝手」と笑われている。著者の芥川自身における晩年の厭世的な思想が現れた作品としても知られる。哲学者の永井均は、反出生主義において悪さを構成している「『生まれる／生まれない』を実際には自分で選べないこと」に対して、選べる場合を想定した作品として本作を挙げている[68]。
- 太宰治『斜陽』（1947年） - 主人公が「生まれて来ないほうがよかった」と語る[69]。

また、明示的に反出生主義を取り扱った文学作品としては、以下のようなものがある。
- 川上未映子『夏物語』文藝春秋、2019年 - 登場人物の一人が反出生主義者である[68][70]。
- 品田遊『ただしい人類滅亡計画 反出生主義をめぐる物語』イースト・プレス、2021年 - 登場人物たちが人類を滅ぼすべきか否か討論する[20]。

### 映画
以下の作品は、反出生主義と結び付けて語られることがある。
- 『存在のない子供たち』（2018年） - 中東のスラムで育った少年が「僕を産んだ罪」で両親を告訴する[71]。
- 『ソウルフル・ワールド』（2020年） - 生まれる前の「魂」たちを描いたディズニー映画。「生まれたくない魂」が登場する[72]。

### 漫画・アニメ等の二次元作品
以下の作品は、反出生主義と結び付けて語られることがある。
- ジョージ秋山『アシュラ』（漫画、1970年 - 1971年） - 主人公が「生まれて来ないほうがよかった」と叫ぶ[69]。
- 『ミュウツーの逆襲』（アニメ映画、1998年） - 遺伝子操作で人工的に作られたポケモン「ミュウツー」が、自身の存在意義への疑問、承認欲求を抱いたことで、「誰が産めと頼んだ。誰が作ってくれと願った。私は私を産んだすべてを恨む」「だからこれは、攻撃でも、宣戦布告でもなく、わたしを生み出した者たちへの、逆襲だ」という反出生主義的な呪詛の言葉が知られている。ミュウツー自身も自分の存在意義に悩み、反出生主義思想を発露するが、自らもコピーポケモンを沢山産み出してしまう皮肉、オリジナル VS コピーの戦いを止めようとするサトシを見たミュウツーは人間という存在を見直した。更に、消されていたミュウ時代に「なぜいるのか（何故私は産まれたのか）」と問うた少女に「いるからいる」と言われた記憶も思い出し、自尊感情と存在肯定感を得たことで承認欲求が満たされ、自らを産み出し利用しようとした科学者やサカキら以外もいると知ったことで人間への価値観が変わり、逆襲を辞めると共に考えを変える流れが作品内で描写されている[6][73][74]。本作に関して、『「反出生主義の作品ではないか」とネット上で話題になった』とした香山リカに対し[73]、森岡正博は「反出生主義とは少し違うのではないか」「「誰が産めと頼んだ」というのは、反出生主義的な怒りというよりは、別の怒りをそういう言い方で表しているだけではないか」と返答している[73]。

- 『Seraphic Blue』（ゲーム、2004年） - フェジテ国全土を覆う怪物化の病「欠陥嬰児症候群」（ディスピス）により娘・アイシャを失ったクルスク一家が物語の黒幕。アイシャがディスピスにより史上最悪のイーヴル「イーヴル・ディザスティア」となりグラウンドを蹂躙した末、グラウンドの民に虐殺されるという結末を迎えたことで、父ジョシュア、母レオナ、兄ケインの3人は深い厭世観、生そのものへの憎しみを抱く。カオスを起こし惑星ガイアの生命を無に返すことで、生命を生まれなくすることが生まれ来る子供達への「愛」だと考え、ガイアを浸潤する存在「ガイアキャンサー」の実行者権限をエンデから強奪して世界の終焉を目論んだ。特に物語終盤のレオナ・クルスクとの戦いでは、子供の出産が「マイナスになるかもしれない人生というリスクを背負わせること」であり、自身の行為は「子供達に『ゼロ』という名のぬいぐるみをプレゼントする」ことだとレオナから語られている。[要出典]

- 諫山創『進撃の巨人』（漫画、2009年 - 2021年） - ジーク・イェーガーによる「エルディア人安楽死計画」。エルディア人のジークは、自分たちの先祖である「ユミルの民」がはるか昔に行った民族浄化に対する罰として、マーレ政府から収容区での隔離生活を強制された。ジークは、自身に流れる王家の血に加え、始祖の巨人の能力を発動することによってユミルの民の人体の構造を変えることが可能であることを知ると、「全てのユミルの民から子どもが出来なくすることができる」と考える。彼が唯一心を許していたトム・クサヴァーも、自身がエルディア人であることを隠して結婚・出産をしたためにマーレ人の妻と子どもが自殺した過去を打ち明け、「自分たちは生まれなければ苦しむことはなかった」とジークに賛同を示す。[75][6] 批評家の杉田俊介は、このような理路を「反出生主義の特殊なモード」「反出生主義を民族・人種的な特殊性を結びつけたもの」と指摘している[75]。